# Китайська космічна станція
Китайська космічна станція (ККС) «Тяньгун» — орбітальна станція, яка будується на низькій навколоземній орбіті Землі. Її маса становитиме до 100 т (із космічними кораблями), що є близько однією четвертою від маси Міжнародної космічної станції, та матиме розмір близький до знятої з експлуатації орбітальної станції «Мир». Після запуску двох міністанцій «Тіаньгун-1» і «Тіаньгун-2» і здійснення на них різноманітних тестувань та досліджень, ККС є черговим кроком у розвитку китайської космічної програми.
Основа станції складається з трьох модулів, запущених на орбіту у 2021 і 2022 роках. Планується подальше розширення до шести модулів.

## Історія
У 1994 році Росія продала деякі свої передові авіаційно-космічні технології китайцям. У 1995 році була підписана угода між двома країнами щодо передачі Китаю технологій російського пілотованого космічного корабля Союз. У договір входило навчання, надання спускних капсул, системи життєзабезпечення членів екіпажу, стикувальної системи та скафандрів. У 1996 році два китайські космонавти — Ву Цзе і Лі Цінлун — почали навчання у Центрі підготовки космонавтів ім. Юрія Гагаріна в Росії. Після тренувань вони повернулися додому і тренували інших китайських космонавтів.
Апаратне забезпечення та інформація, яку продали росіяни, призвели до модифікації космічного корабля «Шеньчжоу». Китай почав попередні дослідження стикувального механізму у середині 1990-х років, на ранньому етапі розробки він співпрацював з Росією. У 2009 році вже була створена система проєктування, виробництва та випробування стикувального механізму.
Програма розробки Китайської космічної станції Tiangong program розпочалася у 1992 році як Проєкт 921-2. Фазою 1 у ній став самостійний запуск Китаєм у 2003 році свого космонавта Ян Лівей. Під час Фази 2 було запущено космічні лабораторії «Тяньгун-1» і «Тяньгун-2» (запуск третьої вирішено скасувати). На другій протягом 30 днів перебували два члени екіпажу. Ці лабораторії стали такими собі прототипами великої китайської орбітальної станції.
29 квітня 2021 року на орбіту підняли центральний модуль. Початкова конфігурація станції складалася з трьох модулів, включаючи центральний і два лабораторних, пристикованих у 2021 та 2022 роках.
Попередні плани передбачали розширення до шести модулів шляхом дублювання початкових трьох. Але з 2023 року плани змінилися на додавання одного багатофункціонального модуля з шістьма шлюзами. У жовтні 2023 року Китай оголосив про намір розширення станції до шести модулів, починаючи з 2027 року.

## Конструкція
Запуск центрального модуля Тяньхе (кит. 天和, укр. Небесна гармонія) відбувся 30 квітня 2021 року ракетою Великий похід-5B. Він забезпечуватиме життєдіяльність трьох членів екіпажу та контролюватиме роботу всієї станції. Маса Тяньхе — 22,5 т, довжина — 18,1 м. Складається з трьох частин:
- службової — найбільший відсік, міститиме прилади для існування станції;
- житлової — там знаходитиметься кухня, туалет та різноманітні наукові пристрої; а також обладнання для протипожежного контролю та контролю і обробки повітря; засоби зв'язку із наземним центром керування у Пекіні та інше обладнання;
- стикувального відсіку округлої форми — на ньому буде встановлена роботизована рука. Лабораторні модулі спочатку підлетять до осьового порту, а рука перемістить їх до відповідних радіальних портів.
- Веньтянь (кит. 問天, укр. Звертання до неба) — лабораторний модуль, дублює функції керування основного модуля. Запущено та приєднано до станції 24 липня 2022 року.
- Меньтянь (кит. 梦天, укр. Мрія про небо) — лабораторний модуль, який запущено 31 жовтня 2022 року із космодрому Веньчан.

Обидвоє модулів масою мають по ~20 т та довжиною — 14,4 м. Вони розраховані на проведення наукових експериментів в умовах невагомості або мікрогравітації. Досліди також можуть здійснюватися ззовні модулів для виявлення впливу космічних променів, вакууму, сонячного вітру тощо.
Електрична потужність ККС забезпечується як мінімум двома керованими сонячними батареями на кожному модулі. Вони використовують фотоелектричні елементи для перетворення сонячного світла у електрику. Енергія накопичується і застосовується для живлення станції у той час, коли вона знаходитиметься у тіні від Землі.
- Сюньтянь (кит. 巡天, укр Патрулювання небес) — автономний модуль, оснащений оптичним телескопом, що матиме 2 м в діаметрі, але кут огляду — в 300 разів більше, ніж у Габбла. Він зможе сфотографувати 40 % космосу довкола себе за 10 років. Знаходитиметься цей модуль на одній орбіті із ККС і, завдяки власним двигунам, зможе за необхідності наближатися до станції і стикуватися з одним із лабораторних модулів. Запуск заплановано на 2023 рік[10].

## Доставлення екіпажу та припасів

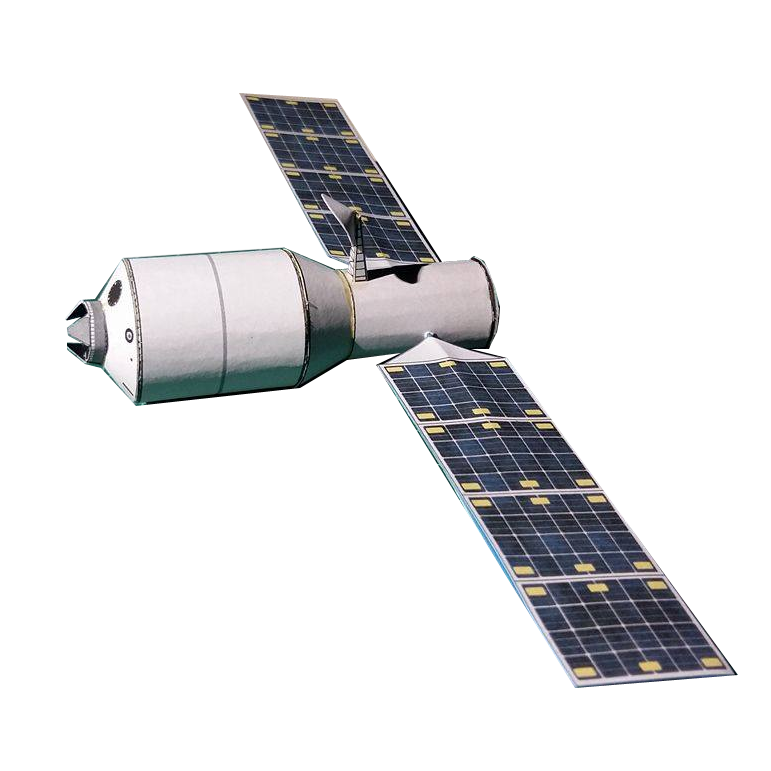
Модель Тіаньчжоу-1

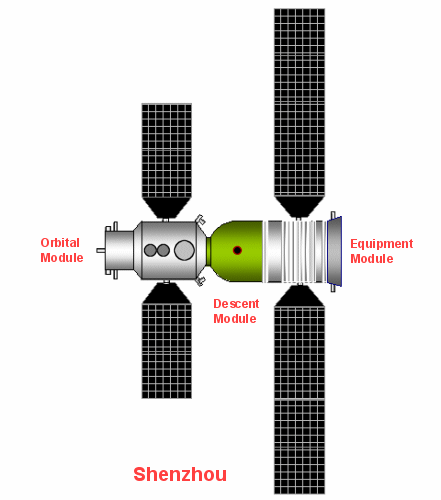
Пілотований Шеньчжоу

Час від часу до станції прилітатимуть і відлітатимуть космічні кораблі:
- «Тяньчжоу» (кит. 天舟, укр. Небесний корабель) — безпілотний вантажний космічний корабель. «Тяньчжоу-1» тестував здійснення стикування із «Тіаньгоун-2». Стартова маса корабля становить ~13,5 т, із яких 6,5 т — це корисний вантаж[11][12]. Його запуск, зближення та стикування зі станцією є повністю автономним. Серед інших витратних матеріалів, за допомогою Тіаньчжоу поповнюється запас палива для рушійних двигунів ККС, вмикання яких необхідні для зберігання місцеположення станції на заданій орбіті, протидіючи впливу гравітації Землі. Має три відсіки різного ступеню герметизації[13]. Запускатиметься ракетою-носієм Великий похід 7[8];
- «Шеньчжоу» (кит. 神舟, укр. Божественний човен) — пілотований космічний корабель, що запускається ракетою-носієм Великий похід 2F[8] Його довжина — 9,25 м, діаметр — 2,8 м. Разом із розгорнутими сонячними панелями — 17 м. Стартова маса — 7,84 т. Складається із трьох частин:
  - орбітальний відсік (найближчий до станції) — використовуватиметься екіпажем як робочий та житловий простір (8 м³). Завдяки власним сонячним панелям, реактивній системі керування (16 рушіїв по 5 Н) та паливу (гідразин) можливий його автономний політ. На відміну від орбітального відсіку ПКК Союз, орбітальний відсік «Шеньчжоу» після відльоту спускної капсули можна залишати приєднаним до ККС як додатковий модуль, адже герметичний люк, що розділяє орбітальний модуль і спускну капсулу, розташований на першому із них;
  - спускна капсула — це єдина частина ПКК (та й усієї станції), що безпечно повертатиметься на Землю. Має сидіння для трьох членів екіпажу. Термін служби — 20(?) днів. Довжина — 2,5 м, діаметр — 2,52 м, життєвий простір 6 м³;
  - службовий відсік — у ньому розташовуються двигуни, паливо, системи орієнтування та охолодження. Цей відсік відділяється разом із спускною капсулою, спрямовує її до Землі та згоряє під час входження в атмосферу.

## Експерименти
На ККС міститиметься наступне обладнання для дослідів:
- вивчення життя та біотехнології у космосі:
  - стійка для експериментів по екології;
  - стійка для експериментів по біотехнології[14];
  - ящичок для наукових інструментів та холодильник;
- вивчення фізики рідини та горіння у мікрогравітації:
  - стійка для експериментів з фізики рідини;
  - стійка для двофазної системи;
  - стійка для експериментів по горінню;
- матеріалознавство у космосі:
  - пічка для нагрівання різних матеріалів;
  - стійка для експериментальних матеріалів без контейнерів[15];
- фундаментальна фізика у мікрогравітації:
  - стійка для експериментів над «холодним атомом»;
  - стійка для високоточного визначення часу та частоти;
- багатоцільові засоби:
  - стійка для мікрогравітації значного рівня;
  - стійка для мікрогравітації змінного рівня;
  - стійка із модульними полицями.

## Безпека на ККС

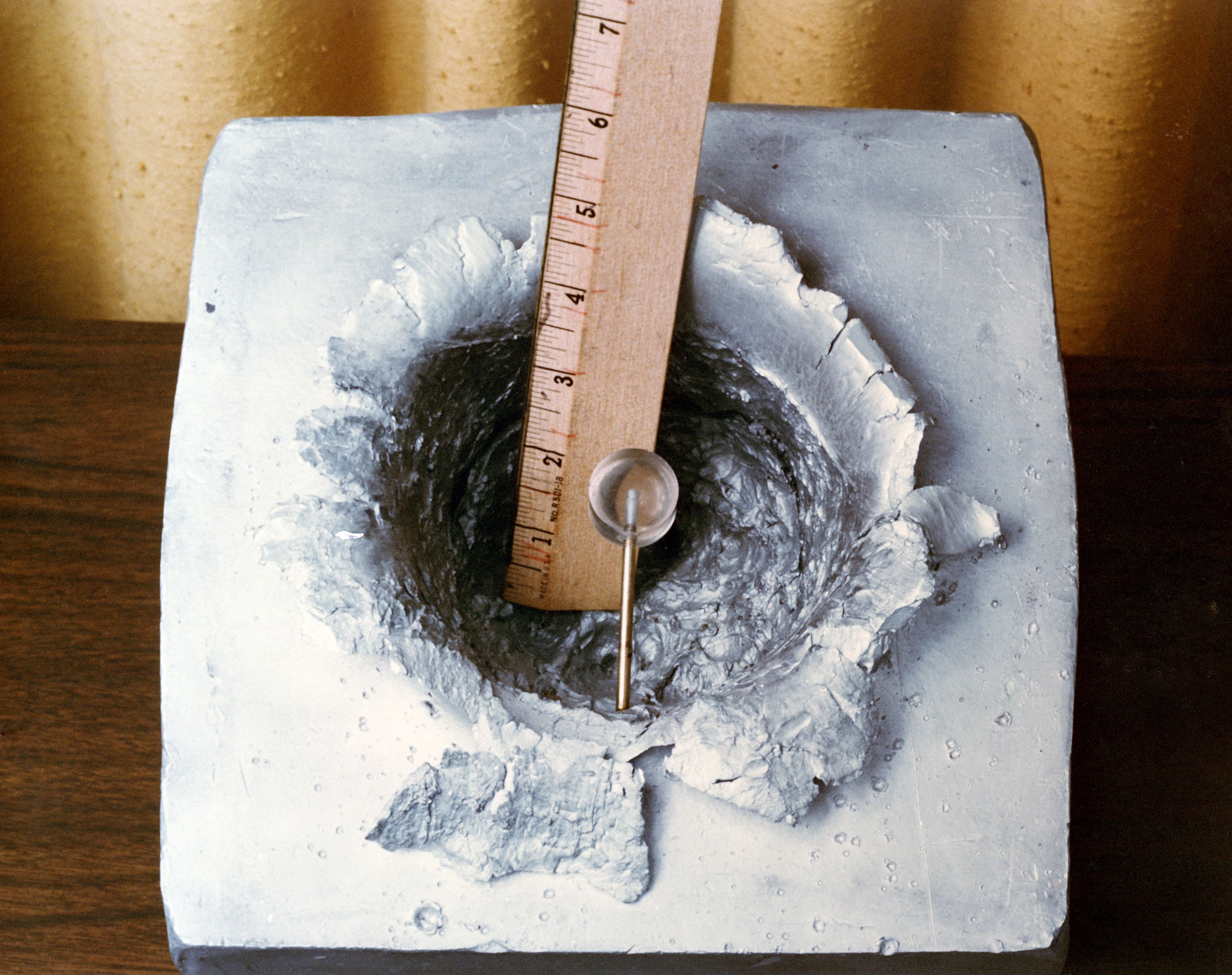
Кратер (15 см), утворений у алюмінієвому блоці від удару по ньому об'єктом, масою 7 г, зі швидкістю 7 км/с (орбітальна швидкість станції)

Станція розташовуватиметься на ННО, де знаходиться велика кількість космічного сміття. Попри малий розмір, деякі об'єкти можуть нести величезну загрозу для ККС через значну кінетичну енергію. Скафандри також можуть проколотися і не врятувати. Багато об'єктів космічного сміття відстежуються із землі, і при наближенні їх до станції відбувається сповіщення про це членів екіпажу. Для уникнення зіткнення проводиться спеціальний маневр із застосуванням двигунів для зміни орбітальної швидкості та висоти космічної станції. Якщо сповіщення запізніло, і маневр здійснити неможливо, екіпаж задраює люки між модулями і переміщується до спускної капсули «Шеньчжоу». По-перше, вона має значно надійніший захист від влучання, а, по-друге, може, за необхідності, повернутися на Землю.
Станції на ННО частково захищені від впливу радіації космічного середовища (сонячних спалахів, корональних викидів маси Сонця, космічних променів) завдяки наявності магнітного поля Землі. Однак, без захисту атмосфери екіпаж станції щоденно отримує дозу випромінювання в 1 мілізіверт. На Землі така доза накопичується протягом року. Тому космонавти мають знижений імунітет, більшу ймовірність захворіти на рак чи катаракту.

## Міжнародна співпраця
У лютому 2017 року Китай та Італія домовилися про співпрацю у проведенні наукових досліджень протягом довготривалих космічних польотів.

## Етапи побудови станції
- 29 квітня 2021 року за допомогою ракети-носія Великий похід-5 запущено на орбіту перший модуль станції — Тяньхе[19].
- 9 травня 2021 року ракета-носій, що виводила перший модуль, неконтрольовано впала на Землю[20].
- 29 травня 2021 року запущено вантажний корабель «Тяньчжоу-2», який доставив на станцію 1950 кг палива та 4690 кг вантажу для екіпажу корабля «Шеньчжоу-12».
- 17 червня 2021 року до станції пристикувався корабель «Шеньчжоу-12» із трьома космонавтами на борту. Вони працювали на станції протягом трьох місяців та повернулись на Землю 17 вересня[21].
- 20 вересня 2021 року запущено вантажний корабель «Тяньчжоу-3», який доставив на станцію 5,6 тонн палива та вантаж для екіпажу корабля «Шеньчжоу-13».
- 16 жовтня 2021 року розпочався пілотований політ «Шеньчжоу-13» з трьома космонавтами[22]. Політ тривав до 16 квітня 2022 року.
- 9 травня 2022 року запущено вантажний корабель «Тяньчжоу-4», який доставив на станцію близько 6 тонн вантажу (у тому числі близько 5 тонн різноманітного вантажу для екіпажу корабля «Шеньчжоу-14» та 750 кг палива).
- 5 червня 2022 року розпочався пілотований політ «Шеньчжоу-14» із трьома космонавтами.
- 24 липня 2022 Китай повідомив про успішний запуск зі свого космодрому на острові Хайнань другого із трьох модулів станції — модуль Веньтянь. Цей модуль важить 23 тонни[23].
- 31 жовтня 2022 року до станції запущено третій лабораторний модуль — Меньтянь.
- 12 листопада 2022 року запущено вантажний корабель «Тяньчжоу-5», який доставив на станцію вантаж для екіпажу корабля «Шеньчжоу-15».
- 29 листопада 2022 року до станції прибув корабель «Шеньчжоу-15» зі трьома космонавтами на борту. Уперше на станції перебувало одночасно 6 космонавтів.
- 30 травня 2023 року з космодрому Цзюцюань було здійснено запуск космічного корабля «Шеньчжоу-16», який доставив на борт космічної станції «Тяньгун» трьох космонавтів, а саме — командира космічного корабля Цзін Хайпена, експерта з корисного навантаження Гуй Хайчао та інженера Чжу Янчжу[24].
- В кінці травня 2023 року, згідно заяви представники космічного агентства країни, Китай планував до 2030 року висадити астронавтів на Місяць і додати четвертий модуль до своєї космічної станції «Тяньгун»[25].
- В кінці серпня 2023 року, згідно повідомлення офіційного представника Канцелярії програми пілотованої космонавтики Китаю, китайська космічна станція «Тяньгун» вступила у фазу «розробки та застосування», яка триватиме понад 10 років з моменту завершення її будівництва у 2022 році. Очікується, що у майбутньому на орбітальній космічній станції «Тяньгун» буде зроблено проривні наукові відкриття та інноваційні досягнення[26].
- 4 жовтня 2023 року, під час 74-го Міжнародного астронавтичного конгресу (IAC 2023), який відбувся в м. Баку (Азербайджан), було оголошено, що за даними Китайської академії космічних технологій (CAST), до станції «Тяньгун» буде додано три нових модулі, які наразі складаються з Tianhe Core Cabin Module (CMM) і двох модулів Laboratory Cabin Modules (LCM) — Wenhian («Пошук небес») і Менгтянь («Мрії про небеса»). Це розширення супроводжуватиметься подвоєнням розмірів космічної станції та продовженням терміну її експлуатації[5].

## Завершення роботи
Запланований термін служби ККС — 10 років. Коли буде прийнято рішення про її знищення, її сповільнять шляхом увімкнення двигунів, відбудеться її деорбітація та входження в атмосферу Землі. На відміну від капсул пілотованих кораблів, станція не має міцного жаростійкого щита, тому вона згорить внаслідок тертя об атмосферу. Деякі маленькі шматочки все ж таки можуть долетіти до поверхні, тому маневр деорбітації планують так, щоб вони не впали у населені райони.